# رابی (ترنتینو)
رابی (به ایتالیایی: Rabbi) یک کومونه در ایتالیا است که در ترنتینو واقع شده‌است.

## خصوصیات
رابی ۱۳۲٫۴ کیلومترمربع مساحت و ۱٬۴۴۷ نفر جمعیت دارد.